# NGC 7350
NGC 7350 é uma estrela dupla na direção da constelação de Pegasus. O objeto foi descoberto pelo astrônomo Albert Marth em 1864, usando um telescópio refletor com abertura de 48 polegadas. 